# 228P/LINEAR
228P/LINEAR, komet Jupiterove obitelji